# 嶋崎達哉
嶋崎 達哉 (しまざき たつや、1964年 - ）は日本の彫刻家。現在は彫刻家として活動する傍ら足立学園中学・高等学校で美術教員としても教鞭を執っている。

## 来歴
1964年 岐阜県岐阜市生まれ。
1987年 多摩美術大学彫科卒業。
1989年 東京藝術大学大学院 保存修復技術修了　サロン・ド・プラタン賞受賞。
1992年 第1回木村克 野外彫刻大賞展 大賞受賞（茨城県東海村役場設置）
1994年 文化庁芸術家在外研修員として、2年間イタリアへ派遣。
2024年 第108回二科展彫刻部で文部科学大臣賞を受賞。

## 個展
- 1991年 個展（銀座みゆき画廊、銀座ギャラリー山口、本郷NICOSギャラリー）
- 1993年 個展 (相模原ギャラリー游、銀座みゆき画廊、伊豆ザ・グラン伊豆）
- 1995年 個展“ARTISTI IN VIAGGIO”(イタリア・Bagno a Ripoli)
- 1997年 個展 (日本橋 WINDOW GALLERY)
- 2010年 個展 (足立区 東京芸術センター）
- 2011年 個展 (銀座 ガレリア・グラフィカ bis）
- 2016年 個展 (銀座 ギャラリーせいほう）
- 2017年 個展 (三越本店 アートスクエア）
- 2019年 個展 (三越本店 アートスクエア）